# Ceratomyxa acanthopagri
Ceratomyxa acanthopagri is een microscopische parasiet uit de familie Ceratomyxidae. Ceratomyxa acanthopagri werd in 2003 beschreven door Zhao & Song. 